# Janis Adetokunbo
Giannis Sina Ugo Antetokounmpo (grško Γιάννης Σίνα-Ούγκο Αντετοκούνμπο), grško-nigerijski profesionalni košarkar za moštvo Milwaukee Bucks v Nacionalni košarkarski zvezi (NBA), * 6. december 1994.
Adetokunbo si je zaradi svoje velikosti, hitrosti, moči in znanja rokovanja z žogo prislužil vzdevek »Greek Freak« (grški čudak).

## Življenje
Janis Sina Ugo Adetokunbo se je rodil 6. decembra 1994 v Atenah v Grčiji kot sin priseljencev iz Nigerije. Pred tremi leti sta se njegova starša preselila iz Lagosa in svojega prvorojenca Francisa pustila v oskrbi starih staršev. Adetokunbo je odraščal v atenski četrti Sepolia. Njegovi starši kot priseljenci niso zlahka našli dela, zato sta si Janis in njegov starejši brat Thanasis pomagala s prodajo ur, torbic in sončnih očal na ulicah. Leta 2007 je Adetokunbo začel igrati košarko.